# Миколай Кросновський (львівський архієпископ)
Микола́й Кросно́вський (пол. Mikołaj Krosnowski; 1590 — 26 вересня 1653) — державний і релігійний діяч Речі Посполитої. Представник шляхетського роду Кросновських гербу Юноша. Львівський архієпископ Римо-Католицької Церкви (12 червня 1645 — 26 вересня 1653). Венденський єпископ (27 листопада 1641–1647). Абат-комендатор короновський (з 1637) і червінський. Королівський секретар. Канонік влоцлавецький (з 1630).

## Біографія
Народився у Мрогах в родині Мельхіора Кросновського й Ельжбети П'яст. Мав братів — львівського підкоморія Войцеха та коронного підстолія Яна. Отримав освіту у Римі, де здобув ступінь доктора обох прав (церковного й світського). Після повернення на батьківщину служив при дворі польського короля Сигізмунда III Вази.
21 вересня 1624 року висвячений на іподиякона Ґнєзненської діоцезії. 23 лютого 1625 року висвячений у сан диякона. Через день прийняв таїнство священства.
1630 року: призначений влоцлавським каноніком; був депутатом Влоцлавецької капітули на Трибуналі Коронному в Пйорткові. 1631 року призначений сеймом до ревізії замку Шидловського.
27 листопада 1641 року затверджений Папою Римським на посаді Венденського єпископа за рекомендацією короля Владислава IV Вази. Заступив на цій посаді німця Отто Шенкінга, що помер 1637 року. Проте релігійним життям дорученої діоцезії не займався — мешкав у Варшаві, церковні справи переклав на Жемайтійського єпископа Юрія Тишкевича.
1 березня 1645 року — після смерті Львівського латинського архієпископа Станіслава Гроховського — номінований на нового голову Львівської архидієцезії. 12 червня 1645 року отримав Папське благословення на зайняття цієї посади. До 1647 року зберігав за собою титул Венденського єпископа. Також отримав Червінське абатство. Того ж року дав згоду на побудову кармелітського монастиря в Роздолі. 19 квітня 1648 року посвятив церкву і монастир кармелітів у Більшівцях.
Під час Хмельниччини в 1648 році покинув Львівську архидієцезію, мешкав у Червінську. 1649 року повернувся до Львова. У 1649 році відновив свої прохання до Папи Римського про беатифікацію Яна з Дуклі, як захисника Львова від руйнації в час війни українського народу. Створив 2 нові канонії при Львівському катедральному соборі. Заклав новий вівтар у соборній каплиці Бучацьких. У 1650 році виступав проти виданих королем Яном II Казімежом привілеїв для львівських православних владик. Був противником єзуїтів. Виступ єзуїта Северина Арвета перед королем та королевою, в якому той виступив проти нього та катедральної капітули, мав бути причиною його хвороби та смерти.
Як влоцлавський канонік був арбітром під час суперечки щодо виконання заповіту померлого Кампіана Мартина.
Помер 26 вересня 1653 року в Львові. Був похований у каплиці Бучацьких Львівського латинського катедрального собору.